# Brycon hilarii
Brycon hilarii es una especie de pez de la familia Characidae en el orden de los Characiformes, también conocida como piraputanga.

## Morfología
Los machos pueden llegar alcanzar los 56 cm de longitud total y 3.360 g de peso.

## Hábitat
Habita en zonas de clima tropical.
Vive en cardúmenes y su alimenta principalmente de vegetales (frutos, flores e semillas) y, raramente, de pequeños animales (crustáceos, peces e insectos). Muy encontrado en la ciudad de Bonito en Mato Grosso do Sul, Brasil, y otros ríos de la cuenca del río Paraguay.